# Танзанія на літніх Олімпійських іграх 1972
На XX літніх Олімпійських іграх, що проходили у Мюнхені у 1972 році, Танзанія була представлена 15 спортсменами (всі чоловіки) у двох видах спорту — легка атлетика та бокс. Прапороносцем на церемоніях відкриття і закриття був бігун Клавер Каманья.
Країна втретє за свою історію взяла участь у літніх Олімпійських іграх. Атлети Танзанії не завоювали жодної медалі.

## Бокс
Чоловіки
| Спортсмен         | Дисципліна | 1 раунд                          | 2 раунд                       | 3 раунд            | Чвертьфінал        | Півфінал           | Фінал              | Фінал      |
| Спортсмен         | Дисципліна | Суперник Результат               | Суперник Результат            | Суперник Результат | Суперник Результат | Суперник Результат | Суперник Результат | Місце      |
| ----------------- | ---------- | -------------------------------- | ----------------------------- | ------------------ | ------------------ | ------------------ | ------------------ | ---------- |
| Бакарі Селеман    | до 48 кг   | Кім У Гіль (PRK) L TKO-1         | не пройшов                    | не пройшов         | не пройшов         | не пройшов         | не пройшов         | не пройшов |
| Саїді Тамбве      | до 51 кг   | BYE                              | Цзю Мань-Чон (KOR) L 0-5      | не пройшов         | не пройшов         | не пройшов         | не пройшов         | не пройшов |
| Флевітус Бітегеко | до 54 кг   | Марін Лазар (ROU) L 0-5          | не пройшов                    | не пройшов         | не пройшов         | не пройшов         | не пройшов         | не пройшов |
| Габібу Кінйоголі  | до 57 кг   | Сун Сот (CAM) W 5-0              | Антоніо Рубіо (ESP) L 0-5     | не пройшов         | не пройшов         | не пройшов         | не пройшов         | не пройшов |
| Роберт Мвакося    | до 63,5 кг | Звонимир Вуїн (YUG) L TKO-2      | не пройшов                    | не пройшов         | не пройшов         | не пройшов         | не пройшов         | не пройшов |
| Мбарака Мканга    | до 67 кг   | BYE                              | Вартекс Парзаніан (IRI) L 0-5 | не пройшов         | не пройшов         | не пройшов         | не пройшов         | не пройшов |
| Титус Сімба       | до 75 кг   | Рейма Віртанен (FIN) L 2-3       | не пройшов                    | не пройшов         | не пройшов         | не пройшов         | не пройшов         | не пройшов |
| Самсон Лайзер     | до 81 кг   | Джульєльмо Спінелло (ITA) L KO-2 | не пройшов                    | не пройшов         | не пройшов         | не пройшов         | не пройшов         | не пройшов |

## Легка атлетика
Чоловіки
| Спортсмен                                            | Дисципліна           | Гіт       | Гіт   | Чвертьфінал | Чвертьфінал | Півфінал   | Півфінал   | Фінал        | Фінал        |
| Спортсмен                                            | Дисципліна           | Результат | Місце | Результат   | Місце       | Результат  | Місце      | Результат    | Місце        |
| ---------------------------------------------------- | -------------------- | --------- | ----- | ----------- | ----------- | ---------- | ---------- | ------------ | ------------ |
| Фільберт Байї                                        | 1500 м               | 3:45.4    | 6     | не пройшов  | не пройшов  | не пройшов | не пройшов | не пройшов   | не пройшов   |
| Фільберт Байї                                        | 3000 м з перешкодами | 8:41.4    | 8     | не пройшов  | не пройшов  | не пройшов | не пройшов | не пройшов   | не пройшов   |
| Норман Чігота                                        | 100 м                | 10.79     | 5     | не пройшов  | не пройшов  | не пройшов | не пройшов | не пройшов   | не пройшов   |
| Клавер Каманья                                       | 400 м                | 46.18     | 3 Q   | 46.55       | 4           | не пройшов | не пройшов | не пройшов   | не пройшов   |
| Намад Ндее                                           | 200 м                | 21.74     | 7     | не пройшов  | не пройшов  | не пройшов | не пройшов | не пройшов   | не пройшов   |
| Джуліус Вакачу                                       | Марафон              | Н/Д       | Н/Д   | Н/Д         | Н/Д         | Н/Д        | Н/Д        | не фінішував | не фінішував |
| Обеді Мванга Норман Чігота Клавер Каманья Намад Ндее | 4 × 100 м, естафета  | 41.07     | 6     | не пройшли  | не пройшли  | не пройшли | не пройшли | не пройшли   | не пройшли   |
| Намад Ндее Обеді Мванга Омарі Абдалла Клавер Каманья | 4 × 400 м, естафета  | 3:10.1    | 6     | не пройшли  | не пройшли  | не пройшли | не пройшли | не пройшли   | не пройшли   |